# Macrogyrus caledonicus
Macrogyrus caledonicus is een keversoort uit de familie van schrijvertjes (Gyrinidae). De wetenschappelijke naam van de soort is voor het eerst geldig gepubliceerd in 1867 door Fauvel.